# Jean Béguin-Billecocq
Pour les articles homonymes, voir Béguin-Billecocq.
Jean Béguin-Billecocq, né à Paris le 8 février 1875 et mort à Chinon le 4 août 1936, est un diplomate français.

## Famille
Né à Paris à Paris le 8 février 1875, il est le fils de Théophile Béguin-Billecocq (1825-1906), chef du bureau du Chiffre au ministère des affaires étrangères, créé comte romain à titre héréditaire le 8 janvier 1903 par bref apostolique du pape Léon XIII,,,, et de Marie-Amélie Billecocq (1833-1916).
Il épouse à Chinon le 16 septembre 1901 Louise-Gabrielle Juette (1884-1954), fille de Nicolas Hilaire Juette, industriel, et de Louise Besnard. Ils eurent deux fils : Claude (1914-2001), diplomate, et Vincent-Jean (1918-1998), directeur chez Rhône-Poulenc.

## Carrière
Diplômé de l'École des Langues orientales de Paris (arabe, persan, turc) et de l'École libre des sciences politiques de Paris, il est nommé en 1899 élève-drogman au Caire puis interprète à Djeda.
De juillet 1904 à octobre 1905 il est vice-consul de France gérant le consulat de Mascate (Sultanat d'Oman).
Le 25 octobre 1905, il est nommé premier drogman (interprète) à l’ambassade de France à Constantinople (Turquie) où il restera près de dix ans. En 1906, son épouse reçoit la médaille d'honneur des épidémies (argent) pour avoir « fait preuve depuis plusieurs années de l'attitude la plus courageuse en assistant son mari, interprète de 3e classe, dans des circonstances difficiles et périlleuses résultant de manifestations épidémiques à Djeddah, au Caire et à Mascate ».
En février 1914, il est nommé vice-consul à Scutari en Albanie. Pendant la Première Guerre mondiale, il est désigné président du conseil des consuls restés en Albanie. Il restera à son poste jusqu'en janvier 1916.
En février 1919, il est nommé consul de France à Constantinople et adjoint au Haut-Commissaire de la République française en Orient[réf. nécessaire].
En 1921, il retourne en Albanie en tant que consul, puis chargé d’affaires. Il est ensuite nommé successivement consul de France à Athènes Tirana, Varsovie (1926), Le Pirée (1927), Francfort (1930), puis consul général à Izmir en Turquie.
Il meurt à Chinon (Indre-et-Loire) le 4 août 1936, où il est inhumé.

## Décorations
- Chevalier de la Légion d'honneur[17].
- Officier de l'Instruction publique[17]
- Grand officier de l'Aigle blanc de Serbie[17]
- Grand officier de l'Ordre impérial du Medjidié de Turquie[17]
- Commandeur de l'Ordre de Skanderberg d'Albanie[17]

## Titres de noblesse albanais
Dans une notice consacrée aux Beguin-Billecocq en 2001, l'édition anglaise de l' Almanach de Gotha indiquait que cette famille — plus précisément Jean Beguin-Billecocq — avait reçu les titres héréditaires de prince et de duc de Durazzo. Accordés par le roi Zog Ier d'Albanie par lettres patentes du 15 octobre 1928 selon le Quid, ces titres de noblesse ont été mentionnés dans sa dernière édition (en 2007). Pour Thomas Frashëri, conseiller et chef du protocole du Premier ministre d'Albanie, « Il semblerait que [...] le roi Zog Ier ait émis une patente datée du 15 octobre 1928, par laquelle il concédait au diplomate français [...], M. Jean Béguin-Billecocq, les titres de duc et prince de Durazzo ». Dans la notice sur la noblesse d'Albanie de l'Almanach de Gotha, le même auteur, alors chercheur à l'université de Paris-II-Panthéon-Assas et actuel conseiller héraldique et protocolaire du prince Leka d'Albanie, assure que « le roi Zog Ier octroie à titre de confirmation le titre héréditaire de duc de Durazzo avec prédicat d'Altesse, à la famille Beguin-Billecocq [par une] patente royale du 15 octobre 1928 »,. Une cinquième source dédiée aux « familles royales et semi-souveraines dans les Balkans [...] depuis le XIXe siècle » consacre une rubrique aux Beguin-Billecocq, bénéficiaires — à titre de réversion et à titre héréditaire — de « la titulature de prince et duc de Durazzo [...] conférée par le roi Zog Ier d'Albanie en 1928 ». Et l'historienne Annick Fenet souligne au sujet de Jean Beguin-Billecocq que, « proche de Zogu [devenu Zog Ier], il obtiendra d'ailleurs de lui le titre de duc de Durazzo »,.

### Article
- Famille Béguin-Billecocq